# Inboard Ventilated Disc
IVD staat voor: Inboard Ventilated Disc.
Dit was een "ingepakte" remschijf, die enigszins leek op een trommelrem. Het systeem werd toegepast op de Honda CBX 550 F motorfiets en verschillende navolgende modellen (onder andere VF 400 F en VT 500 E).